# 도미니크 란더팅거
도미니크 란더팅거(독일어: Dominik Landertinger, 독일어 발음: [ˈdɔmɪnɪk ˈlandɐtɪŋɐ], 1988년 3월 13일~)는 오스트리아의 전직 바이애슬론 선수이다. 올림픽에 3회 참가하여 은메달 2개, 동메달 2개를 획득하였으며 세계 선수권 대회에서 금메달 1개, 은메달 2개, 동메달 2개를 획득했다. 

## 대회 기록

### 올림픽

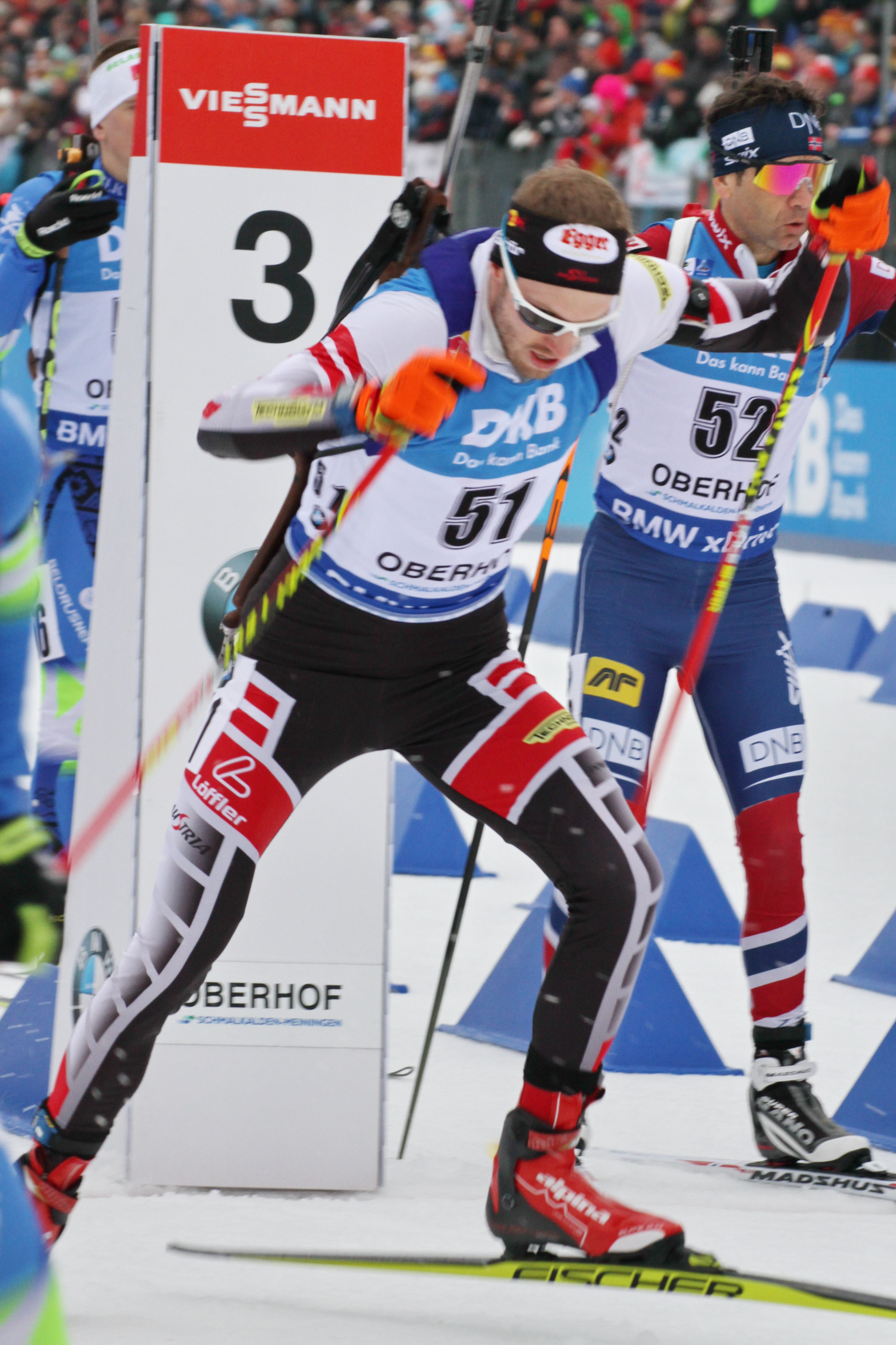
2018년 오버호프 월드컵 추적 경기 당시의 란더팅거

| 연도 | 대회일   | 장소   | 종목     | 결과 | 메달 |
| ---- | -------- | ------ | -------- | ---- | ---- |
| 2010 | 2월 18일 | 밴쿠버 | 개인     | 23위 |      |
| 2010 | 2월 14일 | 밴쿠버 | 스프린트 | 34위 |      |
| 2010 | 2월 16일 | 밴쿠버 | 추적     | 14위 |      |
| 2010 | 2월 21일 | 밴쿠버 | 집단출발 | 7위  |      |
| 2010 | 2월 26일 | 밴쿠버 | 계주     | 2위  |      |